# 18-Coroa-6
18-Coroa-6 é um composto orgânico com a fórmula [C2H4O]6 e o nome IUPAC de 1,4,7,10,13,16-hexaoxacyclooctadecane (hexa-oxaciclo-octadecano). O composto é um éter coroa. Éteres coroa coordenam alguns íons metálicos em sua cavidade central; 18-coroa-6 apresenta uma afinidade particular por cátions potássio. A síntese dos éteres coroa deu o Prêmio Nobel de Química a Charles J. Pedersen.